# Хамство
Ха́мство (по имени сына Ноя — Хама) — тип поведения человека, отличающийся грубым, наглым и резким способом общения.
Человек использует хамство в общении с целью явной демонстрации своего превосходства, более высокого социального статуса, осознавая при этом свою полную безнаказанность.
Хамство может быть и невербальным, примером чего может служить так называемое «хамство на дорогах», при котором используются «различные приёмы неаккуратного вождения, создающие нервную и аварийно опасную обстановку на дорогах, а также жестовые приёмы».

## Мотивы и типы хамства
Доктор филологических наук, профессор и заведующий кафедрой русского языка для гуманитарных и естественных факультетов филологического факультета СПбГУ В. В. Химик отмечал, что «хамство — один из отрицательных коммуникативных феноменов речевой культуры». Он выделяет три мотива обращения к этому явлению:
- социальный;
- языковой;
- культурно-речевой.

В первом случае хамство рассматривается как «явление негативной коммуникации», которое обычно очень волнует социум и становится предметом дискуссий, как среди общественности, так и в Интернете. 
В. Химик обращает внимание на то, что проведённый в 2010 году журналистами газеты «Аргументы и факты» читательский опрос показал, что наиболее раздражающим фактором для большинства (14 %) стало хамство.
Касаясь языкового мотива В.Химик критически оценивает нынешнее состояние толкования слов «хам» и «хамство» в отечественных толковых словарях, которые он считает недостаточно исчерпывающими и отмечает, что несмотря на то, что во всех рассмотренных случаях ставка делается на грубое и наглое поведение, как отличительные черты хама и хамства, тем не менее «хамство возможно и без грубости, без явной наглости, а хам не обязательно грубиян и наглец».
Третий мотив иллюстрируется тем, что «хам» и «хамство» в различных речевых ситуациях могут выступать в различных проявлениях. В одном случае это может быть столкновение с наглым, грубым и несправедливым поведением. В другом важным является не столько грубость и наглость, хотя они тоже возможны, сколько показная невосприимчивость к существованию собеседника (речевого партнёра) или присутствующих. Исходя из всего этого В.Химик выделяет «третий, нравственный, лексико-семантический вариант значения существительного хам», под которым понимает «выражение пренебрежения, неуважения, превосходства по отношению к речевому партнеру».
Кроме того В. Химик в своей типологизации хамства выделяет два вектора — вертикальный и горизонтальный. Вертикальный вектор охватывает «варианты негативной интерпретации коммуникативного неравенства „сверху вниз“, „от сильного к слабому“, это варианты столкновения безнаказанности с беспомощностью». Это поведение субъекта свободного от этических запретов по отношению к несвободному (связанному культурой, воспитанием, этическими запретами) адресату. Примерами могут служить пренебрежительное отношение начальника к подчиненному («на ты», номенклатурное хамство), а также чиновника — к посетителю и старшего — к младшему.
В свою очередь горизонтальный вектор «даёт многочисленные социальные разновидности вариации, которые можно назвать пространственными». В. Химик выделяет следующие социальные интерпретации данного вектора: коммунальное хамство, телефонное хамство, семейное хамство, хамство в поликлинике, хамство в магазине. К актуальным ситуативным разновидностям пространственного вектора нового времени он относит «хамство автомобилистов со своими подвидами: дорожное, парковочное, хамство при обгонах и т. п.». Как пример он отмечает возникший в СССР в довоенное время термин «трамвайный хам», то есть «заурядный бытовой грубиян, который затевает ссоры в общественных местах, как бы в борьбе за пространство».
В. Химик считает, что троллинг — это «хамство в Интернете», а «соответственно тролль — хам в Интернете».
Кандидат философских наук, доцент кафедры социологии и политологии Санкт-Петербургского государственного университета «ЛЭТИ», доцент кафедры теории коммуникации факультета журналистики Санкт-Петербургского государственного университета Н. В. Казаринова выделяет следующие главные характеристики хамства:
- негативное оценочное действие (чаще — высказывание), направленное одним из участников коммуникации в адрес другого;
- неспровоцированное нарушение уважительного отношения друг к другу, как нормы межличностного общения («сохранение лица» друг друга);
- уничижительная характеристика адресата как неполноценного, неумелого, неспособного, непривлекательного и т. п., с целью показать своё превосходство;
- возникновение чувства незащищённости, уязвимости, хрупкости, стыда, растерянности, возмущения у лица, ставшего жертвой хама, порождающие механизм психологической защиты от эмоционального насилия, включая ответную агрессию.

Н.В.Казаринова отмечает, что хамство выступает как вид психологического и коммуникативного насилия, с помощью которого создаётся неравенство положений коммуникаторов. Источник хамства заключается в готовности и способности одной из сторон унизить другую в обстановке, где ожидается взаимоуважительное отношение. Она считает, что чувство безнаказанности возникает у хама потому, что его «жертва» не в состоянии переступить через установленные в обществе правила поведения. Причина хамского поведения, по мнению Н.В.Казариновой, заключается в том, что хам нуждается в эмоциональном общении и, будучи неспособным вызвать к себе положительные чувства (например любовь) приемлемыми способами, пытается по собственному сценарию наладить коммуникацию с другой стороной при помощи агрессии, стараясь проникнуть в пространство речевого партнёра путём вызывания у него отрицательных эмоций (например ненависти и страха). Так в бытовой и прочих речевых ситуациях для осуществления этой цели используются оскорбительные выражения — дурак, идиот, молокосос, урод и т. д.

## Хамство среди учащихся и способы его преодоления
Кандидат педагогических наук, ведущий научный сотрудник Федерального института развития образования И. С. Сергеев касаясь вопроса взаимоотношений ученика и учителя рассматривает возникающие в ходе педагогического общения конфликты на почве хамства и способы их преодоления:
- отказ от немедленного искоренения хамства любым (в том числе насильственным) путём;
- осознание того, что ученик не стремится к тому, чтобы оскорбить или унизить педагога;
- следует обращать внимание не на форму, а на суть обращения, поскольку за ним может «скрываться вполне разумное содержание речевого сообщения»;
- поскольку хамство является «духовной болезнью», то «лечить» её следует путём человеческого общения с хамящим учеником;
- стать наблюдателем-исследователем «феномена бескультурья, глупости, тупости» — анализ бессловесных и словесных действия ученика, его мимики и лексикона, отношения окружающих, с последующим сравнением ситуации с ранее виденными аналогами.

## В России
В русскоязычную среду понятие «хамство» пришло из Речи Посполитой. Польская шляхта, обосновывая свои особые права, считала себя потомками сына Ноя Иафета (которого традиционно считали прародителем арийцев) и верила, что крестьяне — потомки Хама. Хам стало именем нарицательным, пейоративным определением крестьянина, якобы полной противоположности господина.
Понятие «хам» ввёл в употребление Н. И. Тургенев, отметив своё авторство в дневнике 27 ноября 1818 года.
В Российской империи дворяне презрительно называли словом «хамство» представителей низших слоёв общества (холоп, лакей), поскольку считали их лишёнными человеческого достоинства. Так, в пьесе А.П.Чехова «Вишнёвый сад» аристократ Гаев, указывая на социальный статус купца Лопахина, называет его хамом, а в дальнейшем в том же смысле Лопахин называет и самого себя.
В «Толковом словаре живого великорусского языка» Владимира Даля «хам» — это бранное прозвище лакеев, холопов или слуг.
Понятие «хамство» с точки зрения христианских либералов в России начала XX века включало в себя «мещанство как дух посредственности, бездуховности и хулиганство как анархическую вольницу».

## Отражение в культуре
- Тема хамства поднималась в романе Н. Д. Ашрумова «Мандарин»[19].
- «Хам» — роман польской писательницы Э. Ожешко.
- По мнению исследователей[20], тема хамства как духовного самопорабощения является одной из главных тем творчества Д. С. Мережковского, в частности, в его известной статье «Грядущий Хам» предсказывается появления и усиления в будущем социального Хама, которому сможет противодействовать только Христос.[17]
- М. М. Зощенко в 1928 году написал рассказ под названием «Хамство»[21].
- В своём эссе «Это непереводимое слово — „хамство“» С. Д. Довлатов отмечал, что Владимир Набоков, читая лекции в Корнеллском университете американским славистам, так и не смог им «растолковать, что означает слово „хамство“». По мнению Довлатова, «хамство есть не что иное, как грубость, наглость, нахальство, вместе взятые, но при этом — умноженные на безнаказанность. Именно в безнаказанности всё дело, в заведомом ощущении ненаказуемости, неподсудности деяний, в том чувстве полнейшей беспомощности, которое охватывает жертву».[22] Доктор филологических наук, профессор кафедры русского языка Курского государственного университета А. Т. Хроленко по этому поводу отметил, что «Довлатов сопоставляет синонимы к лексеме хамство — грубость, наглость, нахальство — и обнаруживает семы „сверху внизу“ и „безнаказанность“».[23]